# Arvid Carlsson (sjöman)

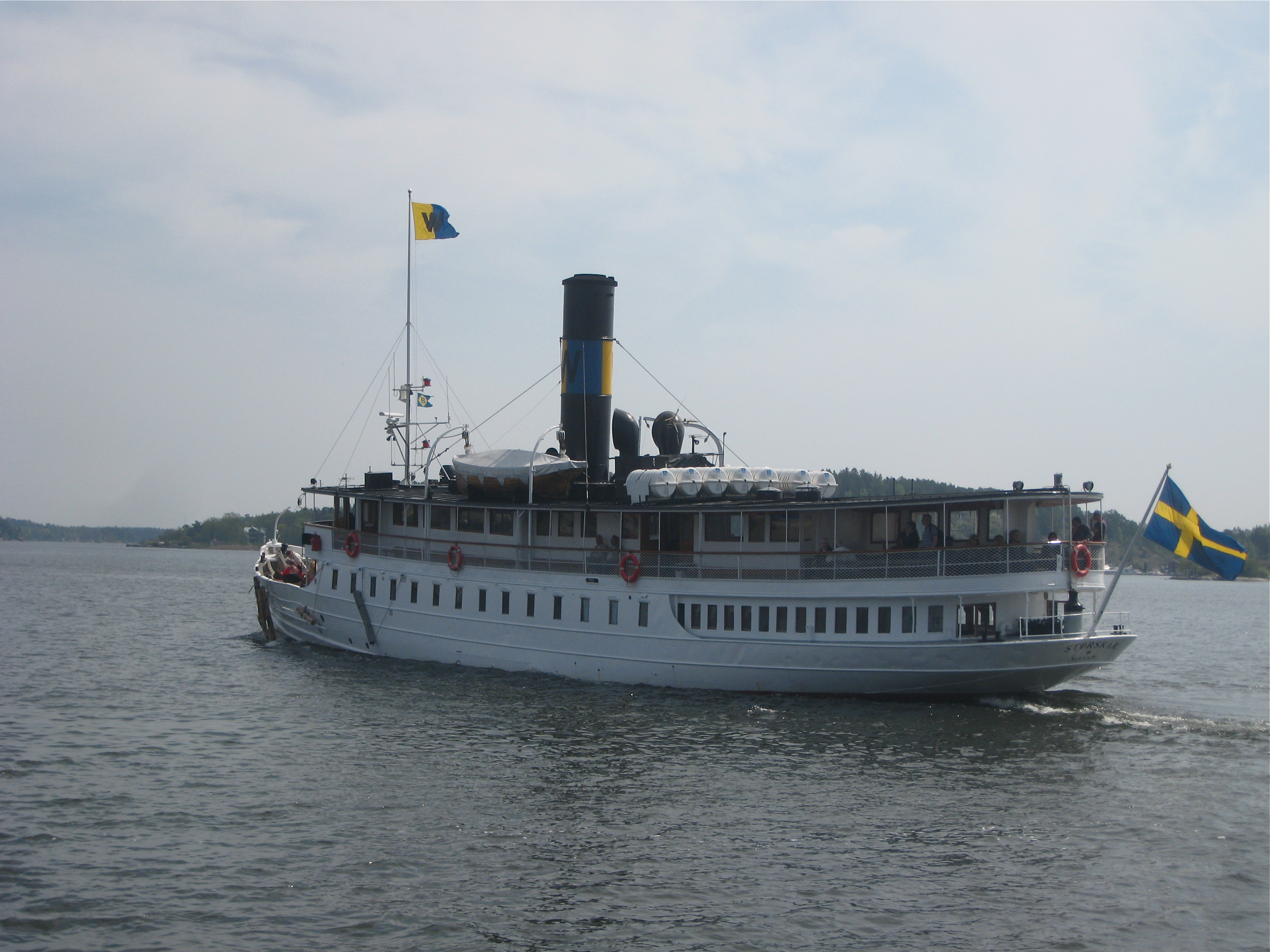
Tidigare S/S Strängnäs Express,
numera S/S Storskär.

Carl Arvid Carlsson, född 1862 i Västerås, död 1934 i Strängnäs, var befälhavare på S/S Strengnäs och på S/S Strängnäs Express.
Arvid Carlsson var son till ångbåtskaptenen Carl Erik Carlsson (1832–1892). Han var från 17 års ålder 1879 oexaminerad styrman på faderns fartyg S/S Strengnäs, som seglade för Strengnäs Ångbåts AB. Han tog styrmansexamen 1882 och examen som fartygsbefälhavare 1883. Efter faderns död 1892 blev han våren samma år befälhavare på S/S Strengnäs, som gick traden Björsund - Strängnäs - Stockholm. S/S Strengnäs var byggd 1868 på Oskarshamns varv, byggdes om och moderniserades, med bland annat ny överbyggnad och nytt maskineri på Mälarvarvet i Stockholm 1894–1895 under överinseende av Arvid Carlsson. Den 9 juli 1884 grundstötte Strengnes, under befäl av Arvid Carlsson utanför Sjöö, en timmes gång från Örsundsbro, sjönk delvis och fick bärgas samt repareras på Ekensbergs varv.
År 1908 blev han befälhavare på bolagets nybyggda S/S Strängnäs Express (idag S/S Storskär), en post som han hade till strax före sin död 1934, utom under seglationssäsongen 1911 då han åter var befälhavare på S/S Strengnäs. 
Han gifte sig 1890 med Anna Larsson från Stockholm (död 1922), som mellan 1909 och 1921 var restauratris på Strängnäs Express.